# Karnawalizacja
Karnawalizacja – termin literaturoznawczy odwołujący się do ludowej kultury śmiechu i tradycji karnawału, oznaczający zawieszenie lub zakwestionowanie normalnie rządzących światem praw i oficjalnych hierarchii w ramach utworu literackiego. Pojęcie to zostało wprowadzone do nauki o literaturze przez Michaiła Bachtina w książce: Problemy poetyki Dostojewskiego w 1929 roku, a następnie rozwinięte w 1969 roku w pracy Twórczość Franciszka Rabelais'go a kultura ludowa średniowiecza i renesansu.

## Cechy karnawalizacji
Według Bachtina karnawalizacja jest próbą przełożenia na język literatury takich cech tradycji ludowego karnawału jak: wytworzenie „świata na opak”, w którym odrzucone zostają prawa, zwyczaje i reguły stosunków międzyludzkich, charakterystyczne dla świata powszedniego, oficjalne hierarchie (a co za tym idzie – równości i familiarności w stosunkach międzyludzkich), a występuje akcentowanie względności porządku i hierarchii codziennego świata, ekscentryczność, elementy bluźnierstwa, profanacji, błazenady, śmiechu, parodii, groteski, epatowanie niestosownymi obrazami, skandalizujący język, mieszanie wysokiego z niskim, powagi ze śmiechem, góry z dołem oraz wytwarzanie cykli w obrębie karnawału (np. koronacja i detronizacja króla karnawału). Może się realizować zarówno w świecie przedstawionym utworu, jak i poprzez gatunek i styl.

## Powieść a karnawalizacja
Bachtin uznaje karnawalizację za jedną z najważniejszych cech powieści; karnawał jest również według niego jednym ze źródeł powieści jako gatunku. Charakterystyczna dla zjawiska karnawału opozycja pomiędzy śmiechem a powagą miała pojawić się już w poprzednikach gatunku powieściowego: satyrze menippejskiej, poemacie sielankowym, dialogu sokratejskim i twórczości pamiętnikarskiej. Opozycja ta ma być również głównym elementem oddzielającym rozwój powieści od eposu. Właściwy przełom w rozwoju karnawalizacji w literaturze, nastąpił według Bachtina w XVI wieku. Tworzący wtedy pisarze (m.in. François Rabelais i Miguel de Cervantes) mogli bezpośrednio czerpać z doświadczenia odbywających się ówcześnie karnawałów. Od tamtego momentu karnawalizacja stała się elementem tradycji literackiej. Karnawalizacja była według badacza jedną z podstawowych właściwości powieści Fiodora Dostojewskiego.

### Realizacja karnawalizacji w powieści
Karnawalizacja w powieści realizuje się poprzez zamierzoną wielogłosowość i różnorodność stylów, równouprawnienie różnych języków społecznych, swobodną fikcję, brak dystansu pomiędzy narratorem a światem przedstawionym, wymieszanie pierwiastków poważnych i komicznych, obecność zarówno stylu wulgarnego jak i wzniosłego, elementy skandalizujące i obrazoburcze, parodię oraz relatywizm moralny.